# Piolín
Piolín, también conocido en algunos países hispanohablantes por su nombre en inglés Tweety, es un personaje creado por Bob Clampett para la serie de dibujos animados Looney Tunes, de la productora estadounidense Warner Bros.

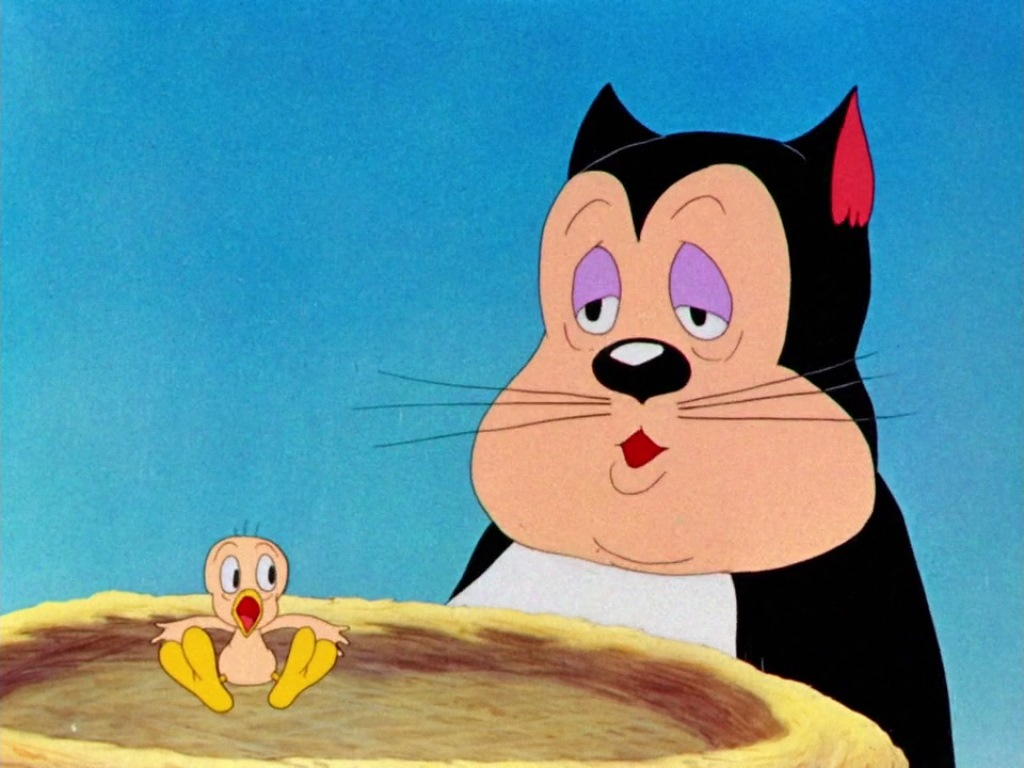
Primera aparición de Piolín, en el corto de 1942: A Tale of Two Kitties (Historia de Dos Gatitos).

## Descripción
Piolín es un dibujo animado que es un pequeño canario amarillo de cabeza enorme y patas desproporcionadamente grandes al que el gato Silvestre intenta atrapar para devorarlo. A pesar del tamaño y de las artimañas de su enemigo, Piolín siempre logra librarse de él, bien sea por sus propios esfuerzos, por mera suerte o con la ayuda de la Abuelita (su propietaria) e incluso la del bulldog Héctor o la de ambos a la vez.

## Origen de Piolín
De primera, Piolín se llamaba Orson y era un pájaro bebé salvaje de color rosa (al estar desnudo, sin plumas), era bastante atrevido en su relación con sus enemigos gatos. Posteriormente lo convirtieron en un canario cambiando su color a amarillo y su nombre a Tweety tras algunas quejas de los censores (por la desnudez), asimismo, su actitud se volvió más tierna e inocente.
Su nombre en Hispanoamérica y España es Piolín. Este nombre alude a la representación fonética del trino del canario, que en inglés es "tweet" y en español "pío", otra versión es que el nombre piolín deriva del náhuatl, piotl (pollo) o piolin (el que trina como polluelo) que su vez es una onomatopeya de trino de los pájaros y los polluelos. En años recientes se ha comenzado a utilizar el nombre original en algunos países de Hispanoamérica.

## Génesis de Piolín
Bob Clampett creó a su personaje basándose en una fotografía propia de su infancia. En la versión original, Piolín se expresa como un bebé, algo que hacía el propio Clampett a menudo cuando bromeaba. La expresión típica de Piolín: Me pareció ver un lindo gatito, procede de una frase que Clampett había usado años antes en una carta a un amigo junto al dibujo de un pajarito. Su género es una controversia, ya que se cree que es femenino debido a su voz extremadamente aguda y a sus largas pestañas; si bien su creador ya había confirmado que el canario es macho, originalmente se iba a llamar Orson.

## Filmografía
El personaje de Piolín apareció en pantalla por primera vez en 1942 en el cortometraje dirigido por Bob Clampett A Tale of Two Kitties, parodia de la Historia de dos ciudades de Charles Dickens.
- A Tale of Two Kitties (1942)
- Birdy and the Beast
- A Gruesome Twosome
- Tweetie Pie (1947)
- I Taw A Putty Tat
- Bad Ol' Putty Tat
- Home Tweet Home
- All A Bir-r-r-d
- Canary Row
- Puddy Tat Twouble
- Room and cat

- Tweety's SOS
- Tweet, Tweet Tweety
- Gift Wrapped
- Ain't She Tweet
- Bird in Guilty Cage
- Snow Business
- Fowl Weather
- Tom Tom Tomcat
- A Street Cat Named Sylvester
- Catty Cornered
- Dog Pounded
- Muzzle Tough
- Satan's Waitin'
- Sandy Claws
- Tweety's Circus
- Red Riding Hoodwinked
- Tweet And Sour (1956)
- Tree Cornered Tweety
- Tugboat Granny
- Tweet Zoo
- Tweety And The Beanstalk
- Birds Anonymous
- Greedy For Tweety
- A Pizza Tweety Pie
- A Bird In A Bonnet
- Trick Or Tweet
- Tweet And Lovely
- Tweet Dreams
- Hyde And Go Tweet
- Trip For Tat
- Rebel Without Claws
- The Last Hungry Cat
- The Jet Cage
- Hawaiian Aye Aye

Durante la década de los 90, Piolín también fue protagonista de una serie de televisión animada titulada The Sylvester and Tweety Mysteries (Los misterios de Piolín y Silvestre), en la cual la abuelita dirigía una agencia de detectives con la ayuda de Piolín y Silvestre.

## Doblaje

### España
- Ana Pallejá
- Alicia Laorden

### Hispanoamérica
- Edith Byrd (1960-1972).
- Gloria Rocha (1968-1972) (algunos cortos).
- Jorge Arvizu (1968-1972).
- Diana Santos (1972-1996).
- Marina Huerta (1996-1998).
- Maru Guzmán (1998-2003 y 2006).
- Circe Luna (2001-actualidad).
- Edson Davison (voz en Caracas, Venezuela, para El show de los Looney Tunes y New Looney Tunes).